# Luis Marotte
Luis Marotte (* 14. Oktober 1944 in Montevideo), in mexikanischen Quellen als Luis Marotti bezeichnet, ist ein ehemaliger uruguayischer Fußballspieler, der vorwiegend im offensiven Mittelfeld eingesetzt wurde.

## Leben
Marotte kam bereits 1961 nach Mexiko, wo er in seiner ersten Saison 1961/62 bei Atlético Morelia unter Vertrag stand, für die er in der Liga zwei Treffer erzielte.
Die beiden folgenden Spielzeiten 1962/63 und 1963/64 verbrachte Marotte beim Club Deportivo Irapuato und die Saison 1964/65 beim Club Deportivo Nacional, für den er insgesamt vier Tore erzielte; darunter je eins gegen seinen vorherigen Verein Irapuato (zur 3:1-Führung beim 4:1-Sieg) am 12. November 1964 und zur 1:0-Führung (Endstand 1:1) gegen den Stadtrivalen Deportivo Guadalajara am 20. Dezember 1964.
Anschließend kehrte Marotte zu Atlético Morelia zurück, bei denen er die nächsten drei Jahre im Einsatz war und für die er insgesamt zwölf Treffer in Ligaspielen erzielte.
1969 schloss Marotte sich dem kanadischen Team Toronto Hellas in der Canadian National Soccer League an, mit dem er unter Trainer Alex Perolli hinter dem Lokalrivalen Toronto First Portuguese Vizemeister wurde.
1970 wechselte Marotte zum US-amerikanischen Team Rochester Lancers, bevor er ein letztes Mal nach Mexiko zurückkehrte und sich erneut dem Club Deportivo Irapuato anschloss.
Spätestens 1973 kehrte Marotte in die Vereinigten Staaten zurück, wo er in den nächsten Jahren noch für die Cincinnati Comets, die Los Angeles Aztecs, San Antonio Thunder und die Oakland Buccaneers spielte.